# Strategie modrého oceánu
Strategie modrého oceánu je obchodní strategie podniku založená na hledání nekonkurenčních trhů.
Vytvořila ho dvojice profesorů W. Chan Kim a Renné Mauborgne, který popsali ve stejnojmenné knize, která byla publikována v roce 2005. Od svého vydání se kniha stala bestsellerem na pěti kontinentech a prodalo se jí více než 3,5 milionu výtisků a byla přeložena do více než 43 jazyků. Od svého prvního vydání se dočkala také rozšíření a aktualizace .
Ve své knize představili dva pojmy – modrý a rudý oceán. Pojem rudý oceán představuje známý tržní prostor a zahrnuje všechna existující odvětví. U rudých oceánů jsou pevně vymezené hranice jednotlivých odvětví, tak jsou přijímané a také jsou všem účastníkům známá konkurenční pravidla hry. Firmy se snaží o získání většího tržního podílu než jejich konkurence. Tržní prostor je ale rychle zaplňován a tím se snižují i vyhlídky zisku a růstu. Jednotlivé výrobky se stávají zaměnitelné a oceán je zbarven konkurencí do ruda (2).
Modrý oceán představuje tržní prostor, který ještě není známý a také všechna ještě neexistující odvětví. Modré oceány v sobě skrývají dosud neobjevený a nevyužitý tržní potenciál a prostor. V modrých oceánech se poptávka vytváří, místo aby se o ni bojovalo. Některé modré oceány mohou být vytvořeny mimo hranice existujících odvětví, tak většina je jich nalezena uvnitř rudých oceánů. To se děje díky tomu, že hranice existujících odvětví se neustále rozšiřují. Konkurence není v modrých oceánech podstatná, neboť zde ještě nejsou nastavena a určena pravidly konkurenční hry .
Rudé oceány a porážení konkurence je i přes tuto strategii pro firmy důležité. Je ovšem potřeba, aby se firmy, které chtějí dosáhnout nových zisků a nových příležitostí pro růst, zabývaly vytvářením modrých oceánů. Strategické myšlení posledních dvaceti pěti let se zaměřovalo především na rudé oceány, a tak jsou modré oceány oblastí neprozkoumanou, chybí zde nástroje a metodiky, které by firmám mohly pomoci systematicky vytvářet nové trhy pomocí strategie modrého oceánu .
Příkladem firmy, které se podařilo vytvořit modrý oceán je například automobilka Crysler, která v 80. letech vytvořila modrý oceán pro minivany. Dalším příkladem je například Cirque du Soleil, firma, která vyrostla ze skupiny pouličních umělců a stala se lídrem ve svém oboru. Místo, aby se snažili získat místo na klasickém trhu cirkusu, zaměřili se na novou skupinu – dospělé. Neohlíželi se na konkurenci, zaměřili se na alternativu a to divadlo. Také se zaměřili na náklady. U nich zjistili, že například zvířata jsou spojena s vysokými náklady, ale nejsou potřebná. Pro zachování tradičního kouzla cirkusu se soustředili na tři prvky: klauni, stan a akrobatická čísla. Výsledkem byla diferenciace tak i nízké náklady a firma doteď nemá konkurenci .
Mezi další firmy, které využily strategie modrého oceánu pro svůj prospěch, můžeme zařadit například Canon, Philips, Phizer, Novo Disk, Cemex, JCDecaux.

## Popis

### Porovnání se strategií rudého oceánu
Strategie modrého oceánu
- Trhy, které ještě nevznikly
- Nevyužitý tržní prostor
- Tvorba poptávky
- Možnost ziskového růstu
- Konkurence je irelevantní
- Společnosti nabízejí produkty či služby přinášející vyšší hodnotu
- Určené podnikatelské cíle

### Strategie rudého oceánu
- Trhy, které již existují
- Tržní hranice a pravidla hry známy
- Využití současné poptávky
- Snaha překonat konkurenci
- Konkurenční výhoda – diferenciace, nižší náklady
- Cíle určeny strategickou volbou konk. výhody, zaměřené na nízké náklady a diferenciaci

### Strategie modrého oceánu a hodnotová inovace
Tato strategie vytváří skokové přírůstky hodnoty, a to nejenom pro podniky, ale i pro zákazníky. Hlavní hodnotou, o kterou se strategie modrého oceánu opírá a zároveň jejím základním kamenem, je hodnotová inovace. Ta klade na hodnotu i na inovaci stejný důraz. Je to snaha o snížení nákladů při zvýšení hodnoty pro zákazníka. Je možné jí dosáhnout v momentě, kdy podniky sladí inovaci s užitečností, náklady a cenou. Hodnota bez inovace se nejčastěji soustředí na vytváření hodnoty a na její zvyšování, což ale není dostatečné k vyniknutí na trhu. Je to právě hodnotová inovace, která umožňuje místo konkurenčního boje „plavat ve vodách modrého oceánu“. Zde se poptávka vytváří, nevybojovává. Je zde také možnost velkého růstu. Tuto strategii totiž může vytvořit jakýkoli podnik, nejen ty se stabilní pozicí v konkrétním konkurenčním prostředí, ale i podniky nové. Společnosti, vytvářející modrý oceán, usilují o aplikaci diferenciace společně se strategií nízkých nákladů 
Příkladem může být automobilový průmysl. Zavedení výrobci automobilů z Japonska vybudovali v 70. letech nový trh malých vozů, které měly malou spotřebu pohonných hmot. Podobně na tom bylo Volvo či Chrystler v oblasti rodinných vozů či minivanů. Naopak firma Body Shop měla odlišnou strategii. Tehdy to byla nově založená firma a od počátku si vytvářela nový trh s kosmetikou, který byl založen na přírodních surovinách, vyráběl způsoby šetrnými k životnímu prostředí, apod. Úspěšnost této strategie je nesporná. V dnešní době je však i tento oceán zabarven velkou řadou konkurentů, které napodobují strategii této firmy. Je také třeba zdůraznit, že tato strategie není bez rizik a nelze jí chápat jako poukaz na úspěch podniku. 

### Faktory vedoucí k tvorbě modrých oceánů
Faktory, které způsobují tvorbu modrých oceánů, mají svou podstatu v dynamice tržních odvětví. Za ty skutečně klíčové lze považovat zejména technologický rozvoj, který se velkou měrou podílí na zvyšování produktivity práce a také na rozšíření škály nabízených výrobků a služeb. Tímto ovšem vzniká převis nabídky nad poptávkou. Dalším významným faktorem, který nabývá na dynamičnosti je globalizace. Přístup k informacím o výrobcích a produktech je pouze otázkou okamžiku a bariéry v obchodování se stále zmenšují. Přestože výše zmíněné faktory vypadají pozitivně, některé vyvolané důsledky jsou značně negativní, jako třeba cenové války, stírání rozdílů mezi výrobky, tedy jejich možnou rostoucí zaměnitelnost. Pokud tedy spotřebitelé vidí, že zaměnitelnost výrobků je vysoká, začíná jejich hlavním kritériem být cena. V důsledku toho můžeme také jako faktor uvést tenčící se ziskové rozpětí .

### Principy strategie modrého oceánu
Formulace úspěšné strategie modrého oceánu by měla v sobě nést šest principů, při kterých je vhodné zohlednit i rizika, které mohou snižovat účinnost uvedených principů.
| Formulační principy                                            | Rizikové faktory, které jednotlivé principy snižují |
| · Rekonstruujte hranice trhu                                   | ¯ Riziko hledání                                    |
| · Zaměřte se na celkový obraz nikoli na podrobné číselné údaje | ¯ Riziko plánování                                  |
| · Přesáhněte dosavadní poptávku                                | ¯ Riziko rozsahu                                    |
| · Proveďte správně sled strategických kroků                    | ¯ Riziko podnikatelského modelu                     |
| Realizační principy                                            | Rizikové faktory, které jednotlivé principy snižují |
| · Překonejte klíčové organizační překážky                      | ¯ Organizační riziko                                |
| · Zabudujte realizaci jako součást strategie                   | ¯ Manažerské riziko                                 |

#### Čtyři aktivní opatření
Aby mohla společnost vytvořit novou hodnotovou křivku modrého oceánu, musí odpovědět na čtyři následující otázky tzv. čtyři aktivní opatření, ty mají za cíl zpochybňovat strategii a podnikatelský model odvětví.
1. Které z faktorů, jež jsou v odvětví považovány za dané, by měly být eliminovány?
2. Které z faktorů by měly být sníženy pod úroveň běžného standardu v odvětví?
3. Který z faktorů by měly být zvýšeny nad úroveň běžného standardu v odvětví?
4. Které faktory, jež odvětví doposud nenabízelo, by měly být vytvořeny?

První otázka je zaměřena na zhodnocení možného odtržení faktorů, které jsou v odvětví působnosti společnosti považovány za dané. Často však již nepřináší hodnotu tak jako dříve nebo hodnotu dokonce snižují. Dle druhé otázky by se společnost měla zamyslet nad tím, zda její produkty a služby nejsou předimenzovány. Firmy s cílem porazit konkurenci často nabízí dodatečné služby či produkty, které již zákazníci nepotřebují, zvyšují tak náklady na tyto produkty a služby bez dodatečné přidané hodnoty. V odpovědi na třetí otázku by se naopak měla společnost zaměřit na odhalení a odstranění kompromisů, na které musí zákazníci přistoupit, jelikož jim daný trh nenabízí produkt či službu, která by plně odpovídala jejich požadavkům. Poslední otázka by měla společnosti pomoci nalézt nové zdroje hodnoty pro zákazníka a vytvořit tak novou poptávku.
Společnost Casella Wines na základě odpovědí na tyto otázky vytvořila velmi úspěšnou novou značku vína, které se vyznačovalo jednoduchou etiketou bez odborných popisků, stejným typem láhve a propagovala ho jako nápoj vhodný pro všechny konzumenty .
Analytické nástroje a systémové rámce
Jak už bylo výše zmíněno, celá strategie stojí na hodnotové inovaci, tedy inovaci, která s sebou přinese zvýšení hodnoty pro zákazníka a zároveň snížení nákladů společnosti. Růst hodnoty pro zákazníka dosáhneme, pokud budeme pěstovat a rozvíjet faktory, které se v odvětví doposud nevyskytovaly. Náklady snížíme tím, že zavrhneme faktory, které jsou předmětem konkurenčního boje .
Analytickým nástrojem této strategie je hodnotová křivka, která nám podává informaci o tom, jaké jsou současné faktory, na kterých se zakládá konkurenční jednání a také to, co zákazníkům přináší existující konkurenční nabídky .
Z této analýzy současného stavu na trhu poté pomocí zodpovězení čtyř klíčových otázek, tzn. systémového rámce, jsme schopni vytvořit novou hodnotovou křivku a nalézt tak nový tržní prostor. Těmito otázkami jsou :
- Které z faktorů, jež jsou v odvětví považovány za samozřejmé dané, by měly být odvrženy?
- Které z faktorů by měly být omezeny na výrazně nižší úroveň, než je standard v odvětví?
- Které z faktorů by měly být pozvednuty na výrazně vyšší úroveň, než je standard odvětví?
- Které z faktorů, jež odvětví jako celek nikdy neposkytovalo, by měly být vytvořeny?

Příkladem může být australské vinařství Casella Wines, které využilo strategii modrého oceánu a proniklo na americký trh. Do té doby trh v USA zahlcen nepřeberným množství různých lahví, jejichž etikety působily chaoticky a zákazník se v nabídce ztrácel, z obavy špatného výběru si raději nekoupil žádné. Casella Wines se ponaučila, odstranila matoucí etiky a přišla na trh pouze se dvěma druhy vína, jež měly jednoduchou etiketu, jasné logo a barvy a vynechala zbytečné odborné popisky a ocenění na vinětách .

## Formulování strategie modrého oceánu
Aby bylo dosaženo modrého oceánu, tak prvním krokem by měla být rekonstrukce hranic našeho trhu a tím identifikace příležitostí k jeho vytvoření s čímž pomáhá tzv. Systémový rámec šesti cest. Tyto cesty zmiňují nejčastější chyby, proč se firmy utápí v rudých oceánech, a jejich možné cesty k oceánu modrému (mít jiný pohled než ostatní firmy). Pro zjednodušení shrnuto do tabulky .
|                                    | Neúprosná konfrontace s konkurenty                                                           | Strategie modrého oceánu                                 |
| Odvětví                            | Zaměřuje se na soupeře v rámci vlastního odvětví                                             | Rozhlíží se přes alternativní odvětví                    |
| Strategická skupina                | Zaměřuje se na konkurenční postavení v rámci strategické skupiny                             | Rozhlíží se přes strategické skupiny v rámci odvětví     |
| Skupina zákazníků                  | Zaměřuje se na lepší obsluhu skupiny zákazníků                                               | Nově vymezuje skupinu zákazníků odvětví                  |
| Rozsah nabídky výrobků nebo služeb | Zaměřuje se na zvyšování hodnoty nabídky výrobků nebo služeb v rámci vlastního odvětví       | Rozhlíží se přes nabídky doplňkových výrobků nebo služeb |
| Funkční/emoční orientace           | Zaměřuje se na zlepšování cenového výkonu v rámci funkční/emoční orientace vlastního odvětví | Nově promýšlí funkční/emoční orientaci vlastního odvětví |
| Čas                                | Zaměřuje se na přizpůsobování se vnějším trendům, jak se objevují                            | Podílí se na postupném utváření vnějších trendů          |

Když už znáte cesty, které vedou k vytvoření modrého oceánu, tak dalším krokem je, abychom při strategickém plánování nenahlíželi jen na různé tabulky a podrobné číselné údaje, ale na zaměření se na celkový obraz. Tento krok se rozděluje do 4 fází vizualizace strategie .
| Vizuální probuzení | Vizuální prozkoumání | Vizuální přehlídka strategie | Vizuální komunikace |
| Proveďte porovnání své firmy s konkurenty na základě toho, že vykreslíte obraz své strategie tak, „jak je“. Podívejte se na to, kde vaše strategie potřebuje změnu. | Vyjděte do terénu a prozkoumejte šest cest vytváření modrých oceánů. Pátrejte po zvláštních výhodách alternativních výrobků a služeb. Podívejte se na to, které faktory byste měli odvrhnout, vytvořit nebo změnit. | Na základě terénních zjištění vykreslete obraz své strategie, tak „jak má být“. Získávejte ohlasy na alternativní obrazy strategie od svých zákazníků, od zákazníků svých konkurentů a od nezákazníků. Těchto ohlasů využijte k vypracování nejlepší budoucí strategie tak, „jak má být“. | Předejte strategické profily „před“ a „potom“ spolupracovníkům, a to na jedné stránce, aby měli možnost je snadno porovnat. Podporujte pouze ty projekty a provozní kroky, které vaší firmě umožňují vykrývat rozdíly mezi tím „co je“ a tím „co má být“ a vedou k uskutečňování nové strategie. |

Třetím principem je, přesáhnout dosavadní poptávku, protože firmy by určitě nechtěli riskovat a poté zjistit, že se máchají pouze v malé kaluži. Nejčastějšími chybami v tomto kroku je, že se firmy zaměří na stávající zákazníky a také o jemnou segmentaci, aby vyhověli odlišnostem těchto zákazníků. Což může vést k dalšímu a dalšímu přizpůsobování zákazníkům a tím zmenšování a zmenšování cílové skupiny zákazníků. Radí se proto udělat úplný opak – nezaměřovat se na zákazníky. To znamená získat pozornost těch, kteří jsou nositeli nové poptávky. Hledat něco, čemu zákazníci přisuzují hodnotu. Existují 3 okruhy nezákazníků, které může firma přeměnit na své zákazníky. Tyto kruhy se od sebe liší svou vzdáleností od Vašeho trhu.
První okruh – tyto zákazníci jsou našemu trhu nejblíže, jsou na okraji trhu. Využívají služeb nebo výrobků spíš z nutnosti, ale pokud naleznou lepší alternativu odvětví rychle odpustí. Pokud se jim ale přidá skokový přírůstek, zákazníky zůstanou a zvýší svoje nákupy. Důležité je pátrat po společných znacích nikoliv po tom v čem se liší.
Druhý okruh – v tomto okruhu jsou potenciální zákazníci, kteří vědí o naší nabídce, ale odmítají ji. Může je odrazovat například vyšší cena nebo jsou pro ně nepřijatelné. Své potřeby proto buď opomíjejí nebo je uspokojují jinak. I tady je důležité se zaměřit na společné znaky.
Třetí okruh – tento okruh je od našeho trhu nejdále, proto podniky často nejeví o tyto zákazníky zájem nebo o nich ani neuvažují jako potenciálních zákaznících. Tím bylo například bělení zubů, dříve se předpokládalo, že bělení zubů může provádět jen zubař. Proto firmy zabývající se dodáváním produktů zubní hygieny nejevily zájem. Poté ale vymysleli domácí a levnější bělení zubů a poptávka byla obled strategických kroků. I u tvorby modrého oceánu, tak jako u jiných podnikatelských činnoměr v několika krocích),
- užitek pro zákazníka (mapa užitku pro zákazníka),
- cena (cenový koridor velkého množství),
- náklady (3 páky),
- osvojení (index nápadu povahy modrého oceánu).